# بيرغامو

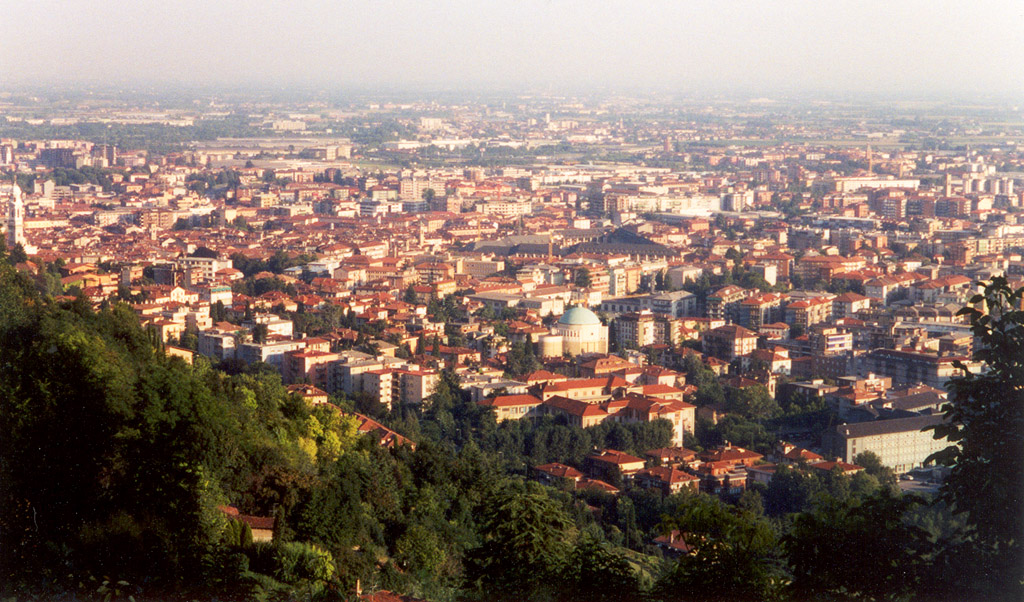
منظر عام لبِرغامو

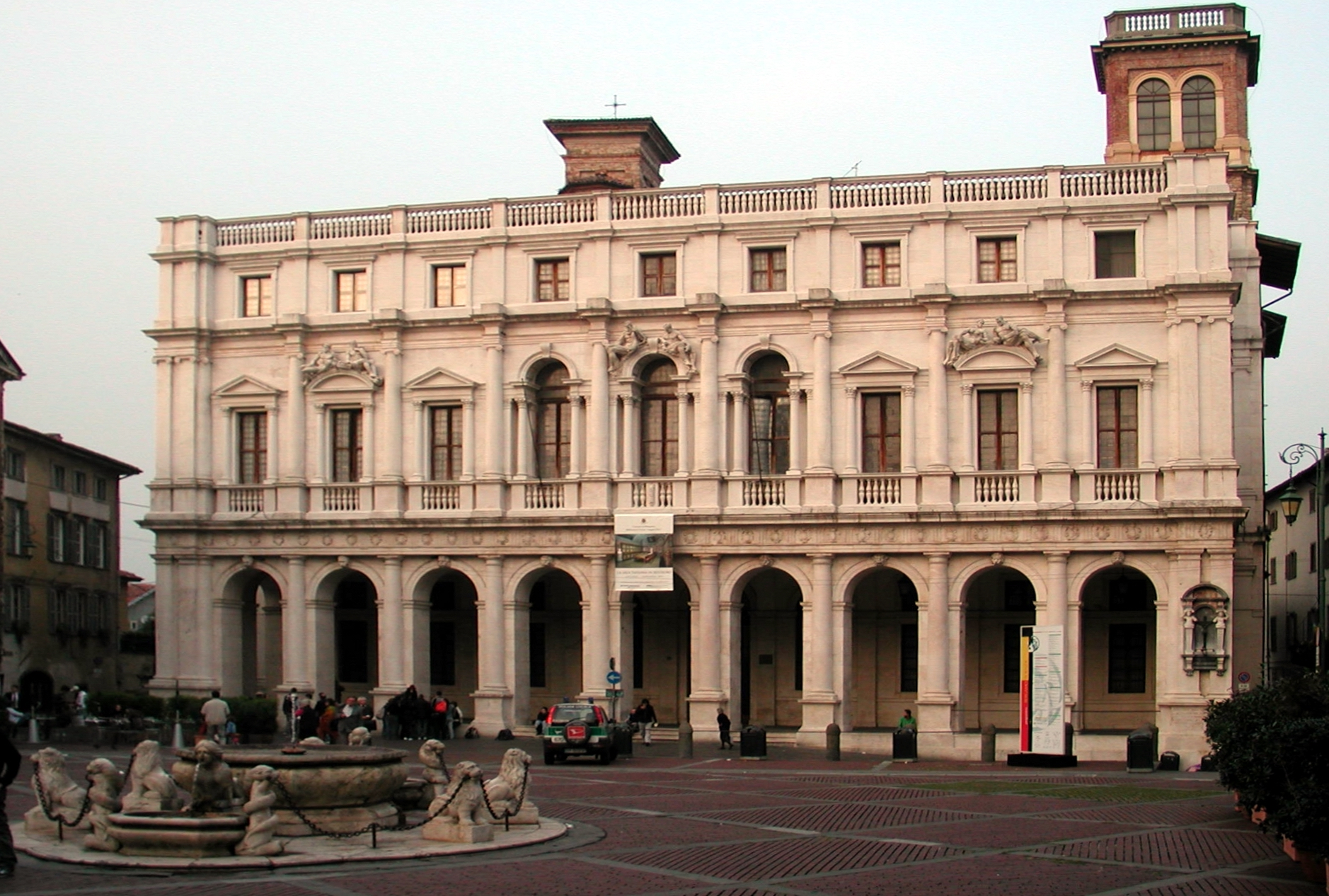
الساحة القديمة ومكتبة أنجيلو ماي

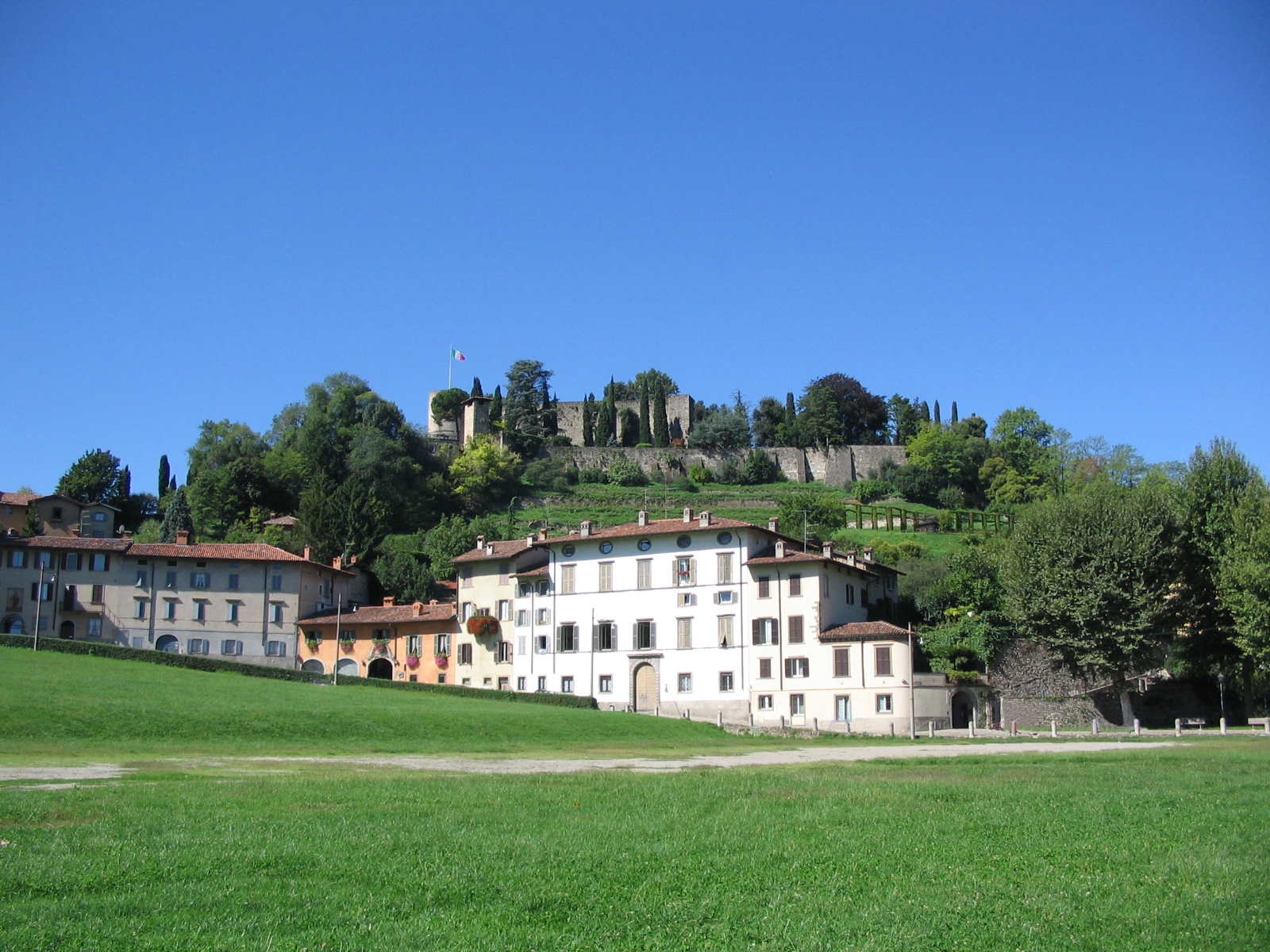

بِرجامو أو بِرغامو أو (نقحرة: بيرغامو) (بالإيطالية: Bergamo)‏، مدينة إيطالية تقع في شمال البلاد في إقليم لُمبردية. يبلغ عدد سكانها حوالي 116.027 نسمة، وهي عاصمة مقاطعة بِرغامو. تَحُد المدينة سبعة تلال على الجانب الشمالي وتقسمُها إلى جزئين متميزتين هما المدينة السفلى (Città Bassa) والمدينة العليا (Città Alta).
تبعد نحو 40 كم شمال شرق مدينة ميلانو. يبلغ عدد قاطنيها 115.645 ساكن. ويخدمها مطار بِرغامو اوريو آل سيريو الدولي، والذي يخدم أيضا مقاطعة بِرغامو.

## السكان
في سنة 1861 بلغ عدد السكان 44٬765 نسمة، وتطور العدد ليصل في سنة 2014 لـ 119٬002 نسمة.
يظهر هذا المخطط البياني تطور النمو السكاني لـ بِرغامة

## التاريخ
تحتل بِرغامو الموقع القديم لمدينة Bergomum، حيث تأسست كمستوطنة لقبيلة السينومانيين السلتية. في سنة 49 قبل الميلاد صارت بلدية رومانية بلغت في ذروتها 10.000 ساكن. كانت محور هام على الطريق عسكري بين فريولي ورايتيا. وقد دمرها أتيلا في القرن الخامس.
أصبحت بِرغامو منذ القرن السادس مقراً لإحدى أهم الدوقيات اللومباردية بشمال إيطاليا إلى جانب بريشا وترينتو وتشيفيدالي دل فريولي: أول دوق لومباردي لها كان wallaris. بعد قضاء شارلمان على مملكة اللومبارديين، أصبحت مقر كونتية تحت حكم Auteramus (توفي 816).
و صارت بِرغامو من القرن الحادي عشر فصاعداً بلدية مستقلة، وشاركت في العصبة اللومباردية التي هزمت فريدريك بربروسا في سنة 1165. وقعت في القتال المرير بين الغويلفيون والغيبلينيون، والذي قادته في المدينة آل كوليوني وآل سواردي على التوالي، ومنذ عام 1264 كانت بِرغامو على نحو متقطع تحت حكم ميلانو. في سنة 1331 وهبت نفسها إلى يانغ كونت لوكسمبورغ، ولكن لاحقا استعادها آل فيسكونتي الميلانيون. وبعد فترة قصيرة من استيلاء آل مالاتيستا عليها في سنة 1407، سقطت تحت سيطرة جمهورية البندقية في عام 1428، وبيقت جزءاً منها حتى سنة 1797. والجدير بالذكر أن الفينيتيون حصنوا الجزء العلوي من المدينة.
أُعطيت إلى النمسا في عام 1815. وحررها جوزيبي غاريبالدي سنة 1859، ومنذ ذلك الوقت فصاعدا صارت بِرغامو جزءاً من مملكة إيطاليا.
و قد ساهمت بِرغامو ومقاطعتها في بعثة الألف بعدد كبير من المواطنين، بلغوا 174، ينتمون إلى جميع الطبقات الاجتماعية عدا الريفيين. بعضهم اتخذ مكانة تاريخية ووطنية هامة، ليس لكونهم غاريبالديين فحسب وإنما أيضا كوطنيين لمشاركتهم في الأحداث التي وقعت في عام 1848.

## الاقتصاد
كان يوجد في الماضي بمدينة بِرغامو مقار العديد من الصناعات، والآن جميعها تقريبا انتقلت إلى المناطق المحيطة. حاليا الشركات الرئيسية القائمة في مدينة هي:
- إيتالشيمينتي المقر الرئيسي لشركة الاسمنت متعددة الجنسيات.
- مجموعة UBI المقر الرئيسي لرابع أهم مجموعة مصرفية الإيطالية.
- شركة ABB Sace مكاتب ومصنع الإنتاج الصناعي للمفاتيح الكهربائية.

## منوعات
- من الموسيقيين البارزين الذين وُلدوا في بِرغامو: غايتانو دونيزيتي، بييترو لوكاتيلي، أنطونيو لولي، جانلويجي تروفيزي. ألساندرو غراندي أحد أكثر الملحنين تقدماً أوائل القرن السابع عشر بعد كلاوديو مونتيفيردي، وكان maestro di cappella هناك حتى وفاته بطاعون عام 1630 ؛ وتولى منصبه تاركوينيو ميرولا المؤلف الموسيقي الأكثر تقدمية، وأحد مؤسسي السوناتا المبكرة.
- البابا يوحنا الثالث والعشرين، ولد في مقاطعة بِرغامو ودرس في مدرسة بِرغامو الأسقفية.
- وهي بلد كوستانتينو روكا لاعب الغولف الإيطالي الوحيد في كأس رايدر.
- استضافت المدينة المؤتمر الدولي للعمارة الحديثة السابع في عام 1951.
- للمدينة فريق يمثلها في الدوري الإيطالي لكرة القدم يدعى أتالانتا.
- لحوالي 55 سنة من 1945 حتى 2000، ظلت المدينة موقعا للمقر الرئيسي للواء المشاة المميكن «لنيانو».
- تستضيف بِرغامو سنوياً حدثاً شعرياً هاماً يسمى "BergamoPoesia".
- الأخ الأكبر لغايتانو دونيزيتي، جوزيبي دونيزيتي يعرف أيضا بدونيزيتي باشا، فقد أصبح مدرب عام للفرق العسكرية العثمانية في عهدي محمود الثاني وعبد المجيد الأول، وكان قد ولد في عام 1788 ببِرغامو.
- بِرغامو هي مهد أرليكينو وبريغيلا، وهما شخصيتين شعبيتين في الكوميديا دلارتي.
- إليو بيكيتي مهندس مرموق شارك في تطوير نظام التموضع العالمي القائم عليه نظام هبوط الطائرات. لمّا أبحر بقاربه حول العالم أمضي أيامه بالعزف على القيثار والفلسفة.
- المايسترو جاناندريا غافاتسيني موسيقار شهير عاش في بِرغامو.
- بِرغامو هي مسقط رأس ومثوى أخير لإنريكو راستيلي، لاعب الخفة عالي التقنية والشهير عالمياً الذي عاش في المدينة وتوفي في عام 1931 بعمر الرابعة والثلاثين. ثمة تمثال لراستيلي داخل ضريحه.

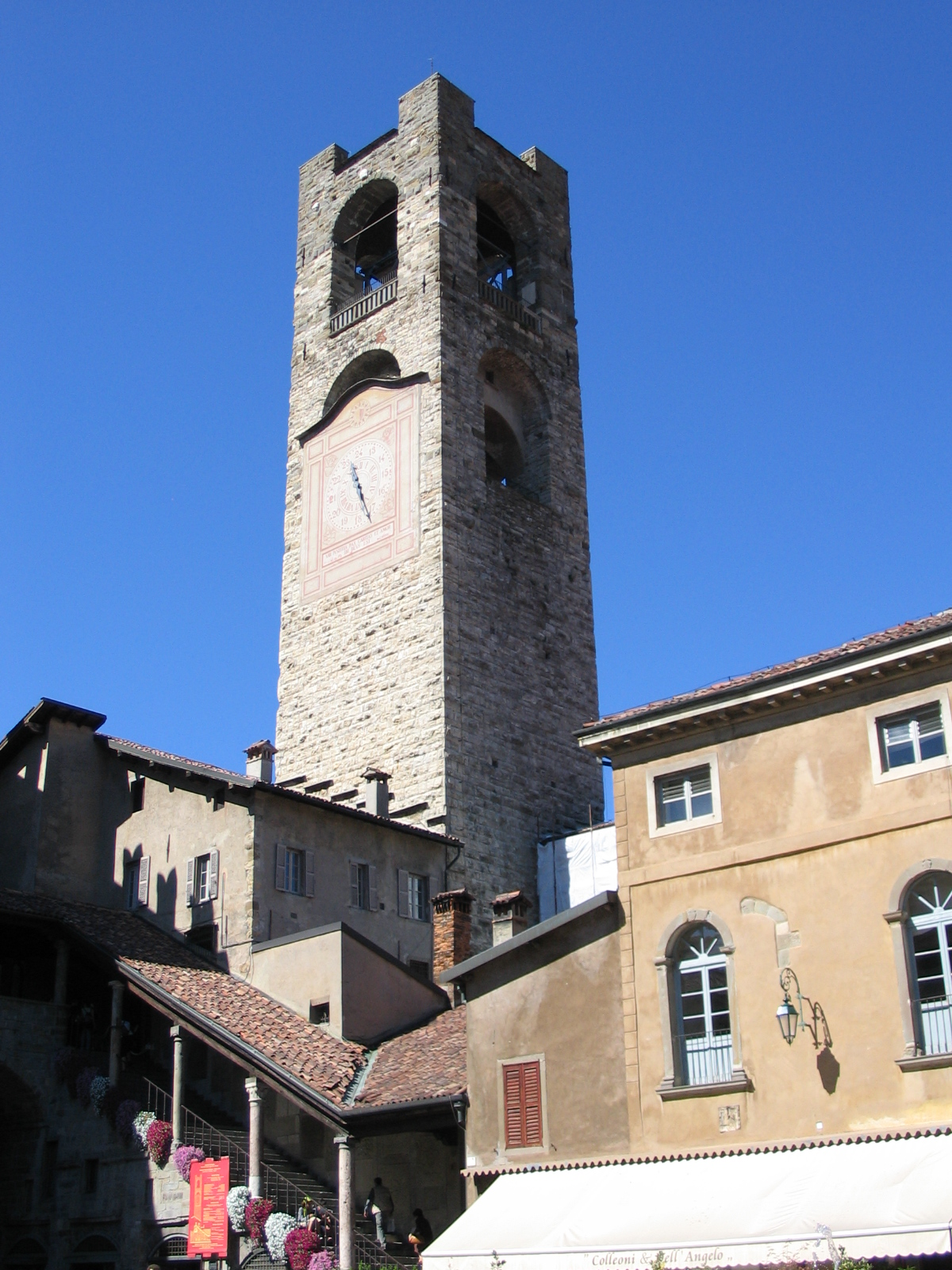
الكامبانوني
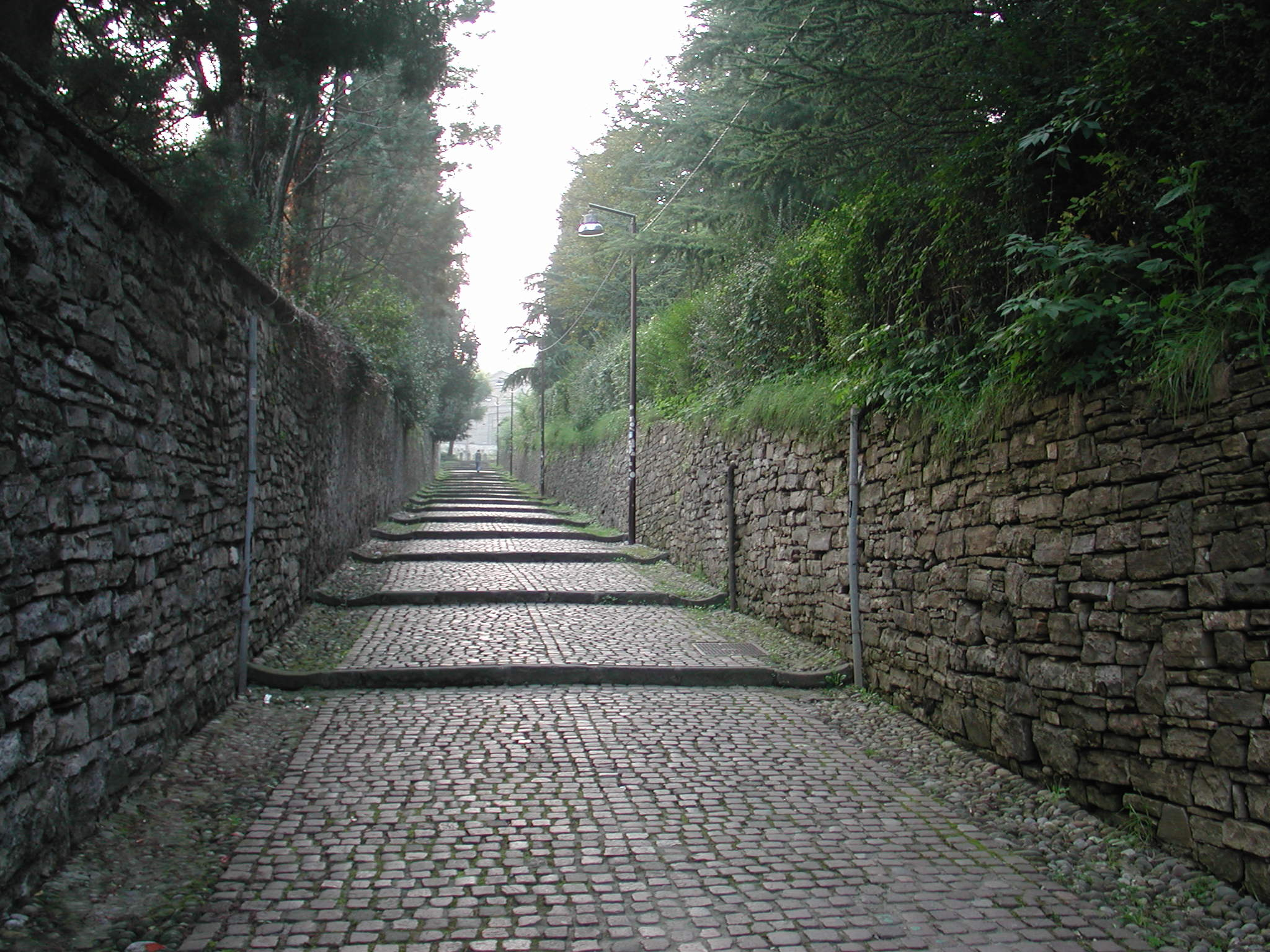
شارع صغير يؤدي إلى بيرغامو العليا
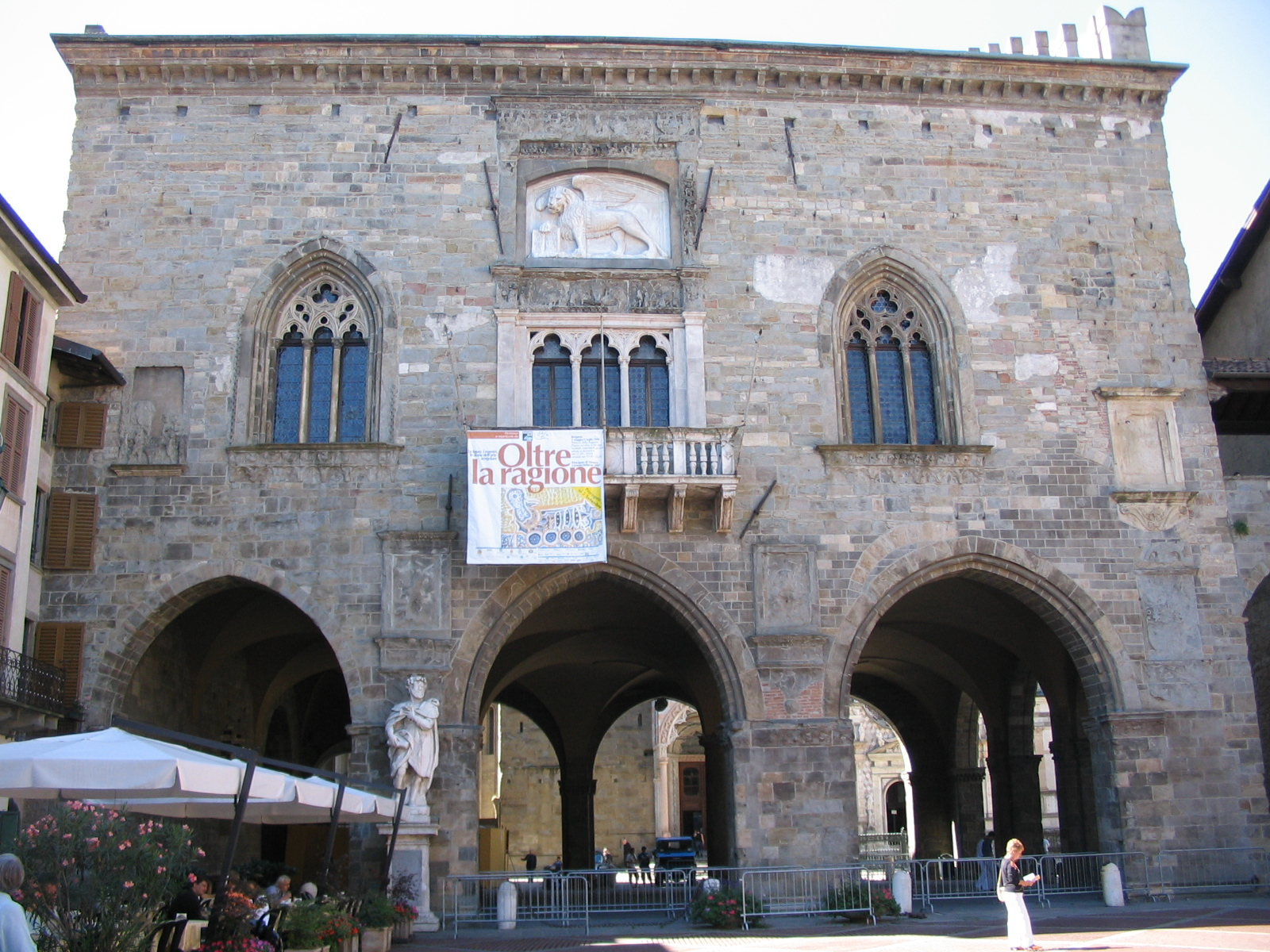
قصر الإقليم
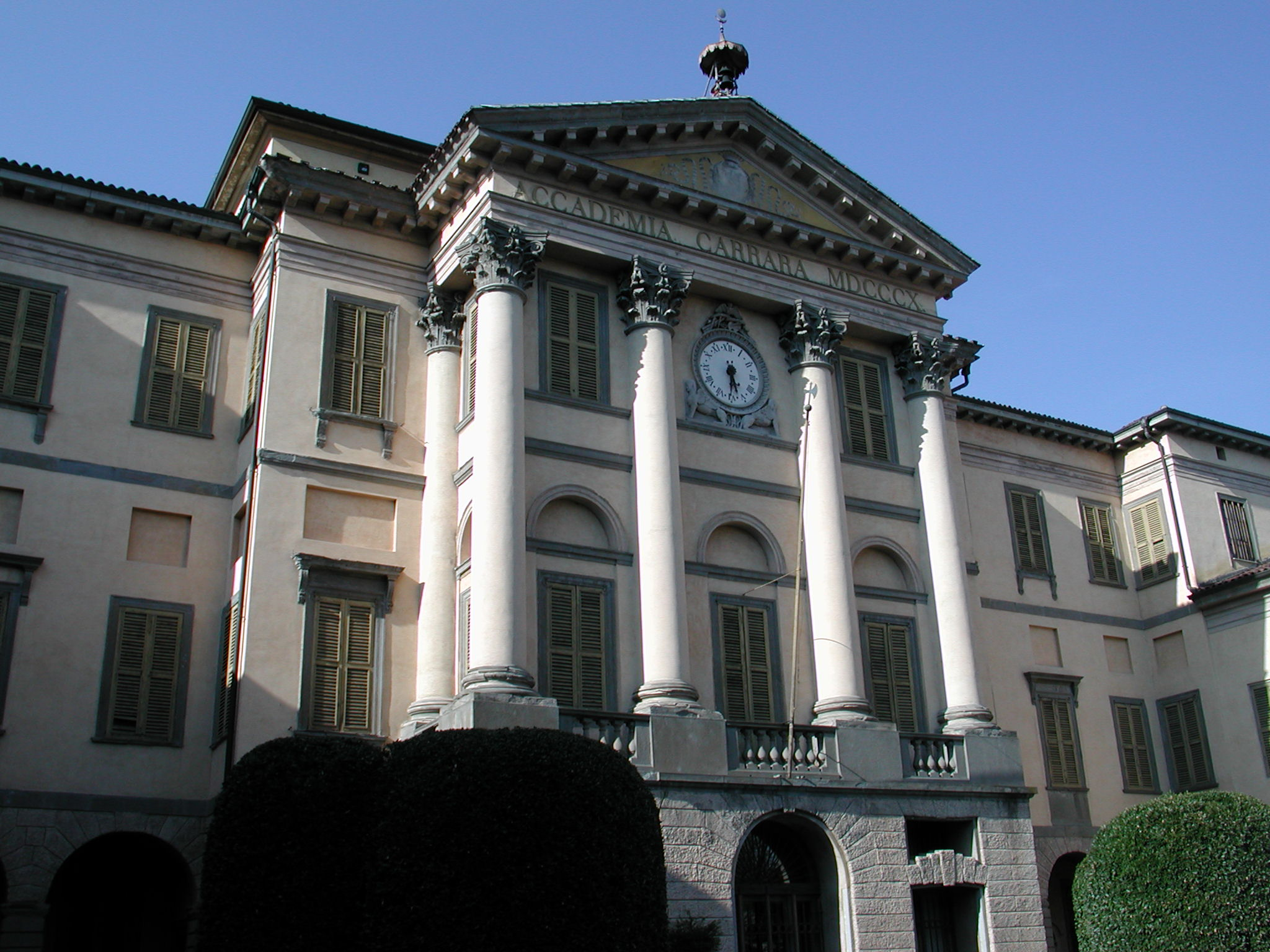
أكادمية كرارا، تعتبر معرض فني مهم
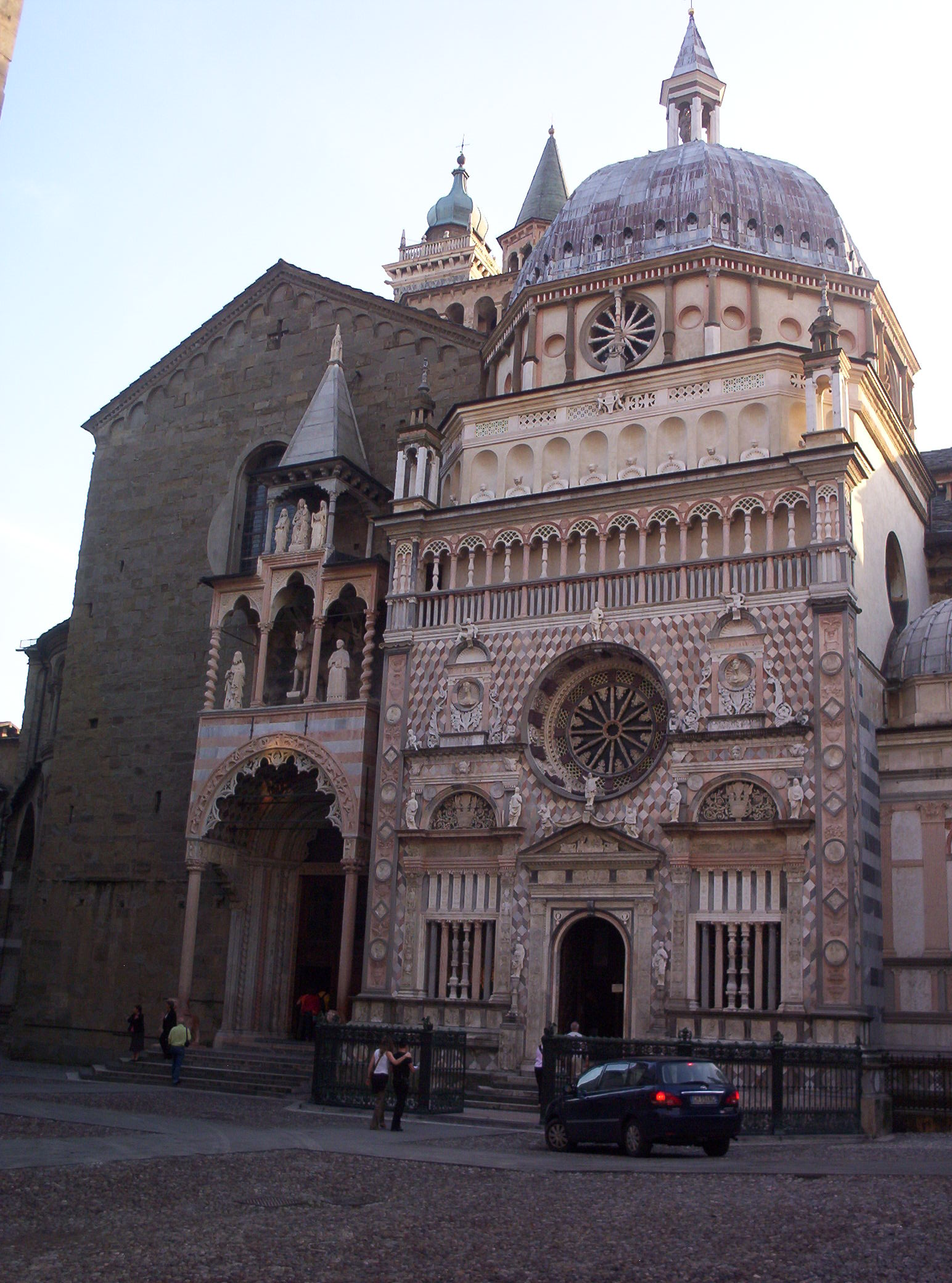
كنيسة سانتا ماريا مادجوري
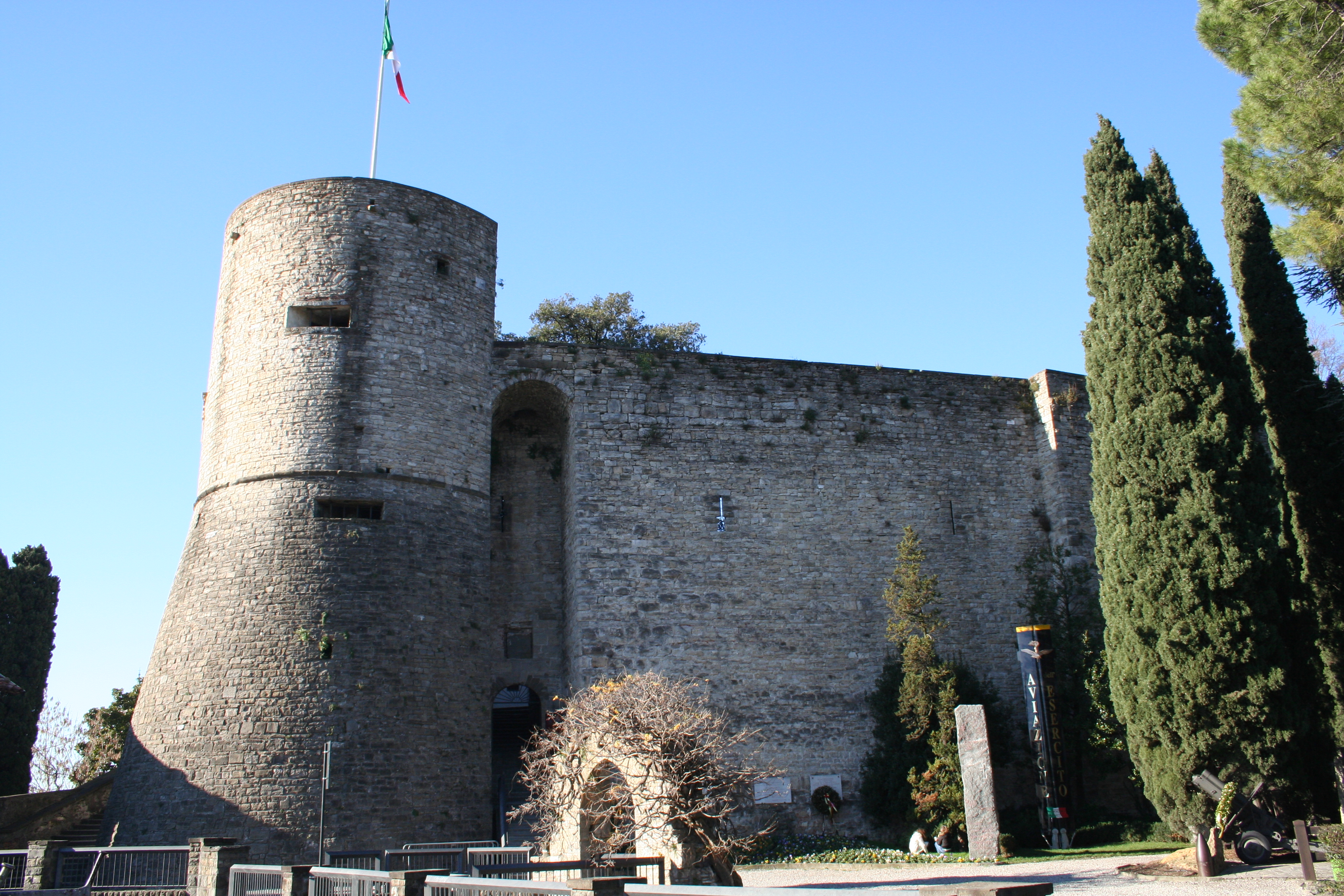
حصن القاعة
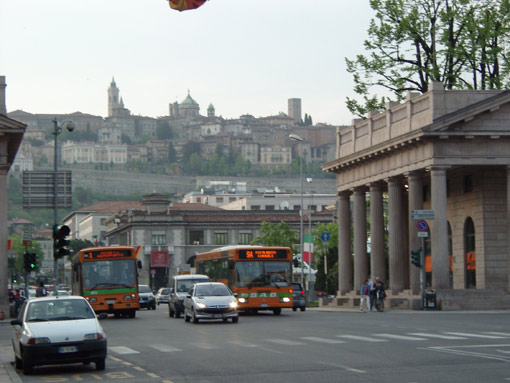
بوابة الجديدة وفي الخلف بيرغامو العليا
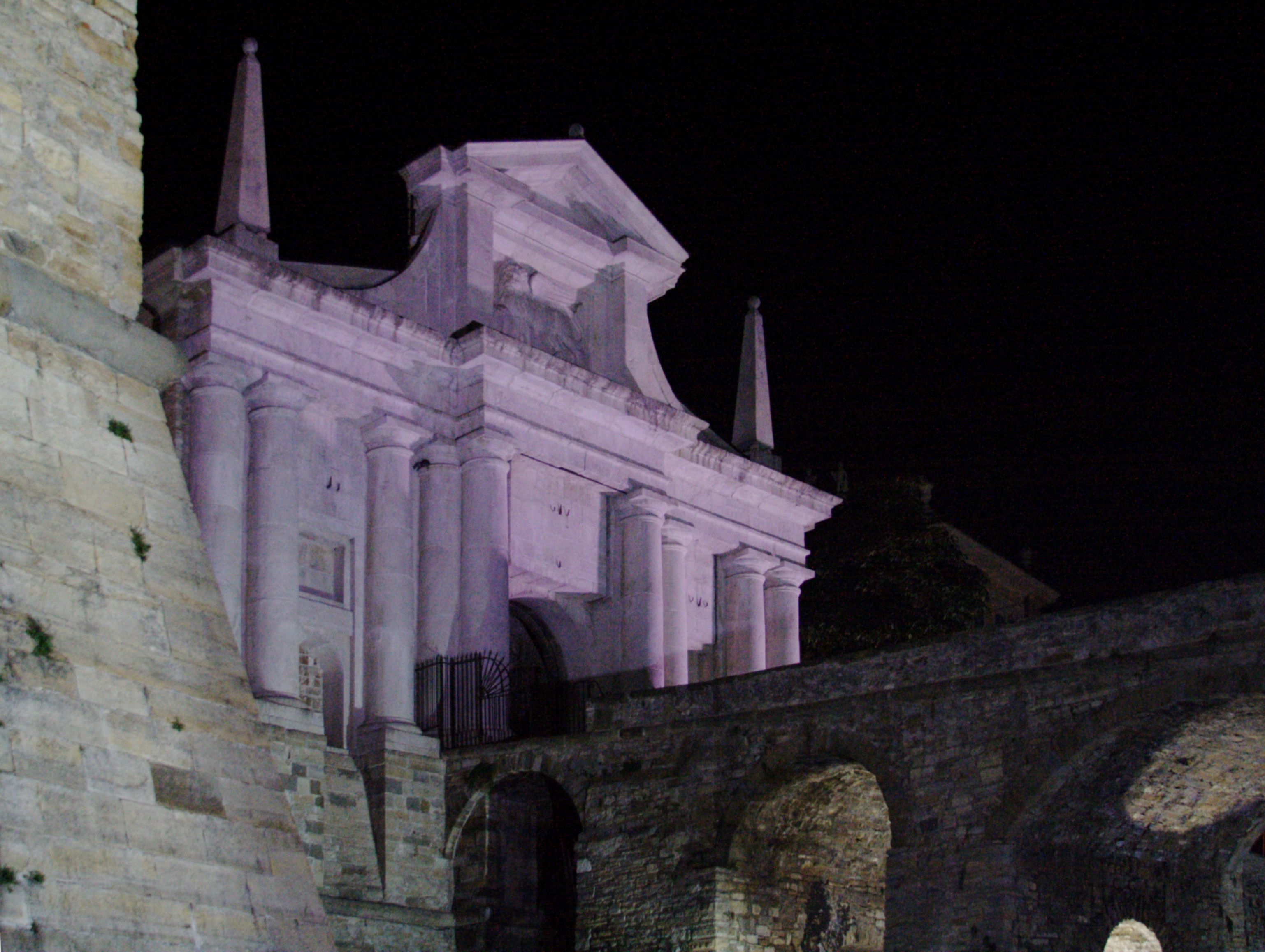
بوابة سان جاكومو